# Камник (община)
Община Камник (словен. Občina Kamnik) — одна з общин в центральній Словенії. Адміністративним центром є місто Камник. Через її територію або в безпосередній близькості прокладені важливі дорожні, енергетичні та інших зв'язки між східною і західній частинах Словенії.

## Населення
У 2011 році в общині проживало 29027 осіб, 14309 чоловіків і 14718 жінок. Чисельність економічно активного населення (за місцем проживання), 12312 осіб. Середня щомісячна чиста заробітна плата одного працівника, 898,37 євро (в середньому по Словенії 987,39). Приблизно кожен другий житель у громаді має автомобіль (51 автомобіль на 100 жителів). Середній вік жителів склав 40,0 роки (в середньому по Словенії 41,8).